# Нощни игри
„Нощни игри“ (на английски: Game Night) е американски комедиен филм от 2018 г., режисиран от Джон Франсис Дейли и Джонатан Голдстийн. В него се разказва за група приятели, чиято нощ за игри се превръща в истинска мистерия с убийства. Главните роли се изпълняват от Джейсън Бейтман и Рейчъл Макадамс.

## Заснемане
Снимките на филма започват в началото на април 2017 г. в Атланта, Джорджия.